# 日本菊石
日本菊石（學名：Nipponites）是生存於晚白堊紀的一屬菊石，殼體呈不規則扭曲狀，是白堊紀晚期的異形菊石中殼形最怪異的一類。牠們可能營浮游生活，在溫暖海洋的中上層漂浮，以觸手捕捉小動物為食。其化石主要分布於日本，另外在堪察加半島、馬達加斯加和美國南俄勒岡州等地也有發現。

## 發現歷史
日本菊石是於1904年由矢部長克所發現。雖然他當時只獲得了一個標本，但許多學者都認牠是一種異形菊石。於1926年，清水三郎發現了另一個標本，確認了牠們是一個全新的物種。
即使日本菊石獲得到確認，牠們也被看為是菊石目演化的反常現象。矢部長克認為雖然日本菊石的形狀奇怪，但也可以找到其規律。從近親的Yezoceras nodosum了解，就可知牠們是逐漸發展成這個形狀。估計牠們可能是因應環境而變成這個形狀。
故此，日本菊石可能是與海綿有共生的關係，在海上漂浮而形成這種形狀。

## 特徵
日本菊石是殼形不規則的異形菊石中最為怪異的一類，殼體呈現沒有明顯對稱性的不規則捲曲。不過近一步觀察便可發現其殼上有U形的立體構造，有著典型中生代菊石類的複合縫合線，殼表的飾紋僅有簡單的環狀肋條。
和本屬一樣形狀怪異的異形菊石還有勾菊石、真螺旋菊石、蛛絲菊石（Hyphantoceras）、村本菊石及蝦夷菊石（Yezoceras）等屬。

## 物種
- Nipponites bacchus Matsumoto and Muramoto, 1967
- Nipponites mirabilis Yabe, 1904
- Nipponites occidentalis Ward and Westermann, 1977
- Nipponites sachalinensis Kawada, 1929